# Kambodschanische Badmintonmeisterschaft 1964
Die Kambodschanische Badmintonmeisterschaft 1964 fand in Phnom Penh statt. Es war die siebente Austragung der nationalen Titelkämpfe von Kambodscha im Badminton.

## Titelträger
| Disziplin    | Sieger                 |
| ------------ | ---------------------- |
| Herreneinzel | Mak Kim San            |
| Dameneinzel  | Thach Thi Sanh         |
| Herrendoppel | Chhun Séna Seng Ly Onn |
| Damendoppel  | nicht ausgetragen      |
| Mixed        | nicht ausgetragen      |